# Nicolau Tuma
Nicolau Tuma (Jundiaí, 19 de janeiro de 1911 — São Paulo, 11 de fevereiro de 2006) foi um radialista e político brasileiro.
Iniciou a carreira trabalhando como jornalista, enquanto fazia a faculdade de direito na Faculdade de Direito da Universidade de São Paulo. Foi repórter policial até vencer um concurso para ser locutor na Rádio Educadora Paulista em 1929, aos 18 anos. Ficou conhecido por seu pioneirismo ao comandar a primeira transmissão de um jogo de futebol pelo rádio. É primo do também politico e ex-senador Romeu Tuma

## Biografia
No dia 19 de Julho de 1931, seus ouvintes foram surpreendidos com a primeira narração integral de jogo de futebol. Até então, as transmissões dos jogos se limitavam a boletins esporádicos que informavam os lances principais. A ideia da transmissão completa foi de Nicolau Tuma. Antes do jogo começar, Tuma foi aos vestiários do Campo da Floresta, no bairro da Ponte Grande, para fixar as características físicas dos atletas das seleções de São Paulo e do Paraná, pois à época os uniformes não tinham números às costas. Como o futebol ainda não era muito conhecido, Tuma se preocupou em explicar algumas regras. Foi um sucesso amplificado no Vale do Anhangabaú pela Confeitaria Mimi, que pôs alto-falantes para reproduzir a transmissão. Tuma narrava com tantos detalhes e tão rápido que ganhou o apelido de "speaker metralhadora". Na primeira transmissão, narrou 10 'goals', como se dizia: o jogo foi vencido pelos paulistas por 6 a 4.
Em 1932, atuou como radialista na Rádio Record PRA-R. Com apenas um ano de existência, a Rádio Record de São Paulo transmitiu em primeira mão o anúncio da Revolução Constitucionalista, feito pelo jovem Nicolau Tuma, de 21 anos. Juntamente com César Ladeira e Renato Maceto formava a equipe que lia os boletins dos revolucionários paulistas no conflito e vencia a censura imposta em todo o País pelo governo Getúlio Vargas. Depois, trabalhou na Rádio Cultura e na Rádio Difusora de São Paulo, apresentando programas.
Suas transmissões ganharam tantos ouvintes que, em 1937, foi proibido de entrar no estádio para narrar um jogo entre Palestra e DCB porque temia-se perder público. Transmitiu o jogo de cima de uma escada de 14 metros, fora do estádio.
Em 1934, narrou a primeira corrida internacional de automóveis nas ruas da Gávea, no Rio de Janeiro. Em 1939, depois de transmitir outra corrida internacional de automóveis, ainda na Gávea, foi à praia de Copacabana e foi reconhecido e abraçado por Carmen Miranda, já uma estrela consagrada do show business brasileiro.
Quando da fundação da Associação Brasileira de Rádio, no Rio de Janeiro, ele cunhou a expressão "radialista", que dizia vir da soma de "rádio" com "idealista", uma vez que trabalhavam muito e não ganhavam nada, segundo ele.
Foi publicitário na área de rádio e diretor das rádios Tamoio e Cultura, do Rio de Janeiro. Durante a segunda guerra mundial, dirigiu a Rede de Emissoras Associadas, a maior cadeia de rádios do Brasil à época.

### Política
Em 1945 participou da campanha civilista pela redemocratização do País e entrou definitivamente para a política. Foi eleito vereador em São Paulo pela UDN, sendo reeleito em 1951 e 1955. No governo Jânio Quadros foi diretor do Serviço de Trânsito de São Paulo. Foi candidato a vice-prefeito da cidade de São Paulo na eleição suplementar de 1955.
Em 1958, elegeu-se deputado federal pela primeira vez, fato que se repetiu nas duas eleições seguintes. Na Câmara, chegou a vice-líder da UDN e destacou-se na elaboração do primeiro Código Nacional de Trânsito e do primeiro Código Brasileiro de Telecomunicações. Foi um dos criadores da Embratel e do Conselho Nacional de Telecomunicações, e um dos formuladores da nova telefonia brasileira e das ligações via DDD e DDI.
Deixou a política em 1969, ao ser nomeado ministro do Tribunal de Contas do Estado de São Paulo pelo governador Abreu Sodré, onde foi presidente entre novembro de 1979 a novembro de 1980 e se aposentou em janeiro de 1981.
Pelo decreto n° 17.671 de 1981 foi agraciado como grã-cruz da Ordem do Ipiranga.